# 大黒丸城
大黒丸城（だいくろまるじょう）は、福井県福井市三宅町・黒丸城町にあった日本の城。別名三宅黒丸城。南東の支城小黒丸城と合わせて「黒丸城」と総称される。

## 概要
九頭竜川左岸に面し、周囲を沖積地に囲まれて独立した、低地との比高差10メートルほどの小丘陵に造られた平山城である。地名から「三宅黒丸城」とも呼ばれる。小黒丸城とは約6キロメートルの距離がある。
築城年は定かではないが、1337年（延元2年/建武4年）に北朝方の越前国守護・斯波高経に従い但馬国からやって来た朝倉氏の初代朝倉広景が、黒丸庄を知行する一条氏の目代として大黒丸城に入って以降に記録に現れる。
軍記物『太平記』では、京都から下向した南朝方の新田義貞・脇屋義助兄弟と、斯波高経との間で越前をめぐる争乱が勃発し、延元3年/建武5年（1338年）2月の日野川の戦いで新田勢が斯波高経を越前国府（越前市）から敗走させ、落ち延びた高経が当城を拠点としたことから物語の舞台となる。なお『太平記』の中では、大黒丸・小黒丸の書き分けはなく一貫して「黒丸城」と表記されている。

## 黒丸城をめぐる戦い
『太平記』によると、越前国府を拠点とした新田義貞らは延元3年/建武5年（1338年）5月に黒丸城とその支城群足羽七城（小黒丸城をこれに含める考えもある。）に大規模な攻撃を開始した。5月2日の戦いでは撃退され、21日にも準備がなされたが、後醍醐天皇により義貞を京都へ呼び戻そうとする動きがあったため中断した。
閏7月2日に義貞は30000の兵力で再び攻勢をかけた。しかし藤島城攻略に苦戦する自軍を督戦するため50騎の手勢で藤島城へ向かった義貞は、小黒丸城から出撃した斯波方の軍勢300と鉢合わせしてしまい、あえなく戦死する（藤島の戦い）。
新田勢は弟の脇屋義助が中心となって尚も斯波高経と対峙し、延元4年/暦応2年（1339年）7月に黒丸城を攻略して一時は高経を加賀に撤退させた。しかしその後奪還され義助は美濃に落ち、暦応4年/興国2年（1341年）までには越前全域は斯波高経が掌握することとなった。
その後の大黒丸城は、朝倉氏が一乗谷に拠点を移すまで同氏の拠点となったという。現在は堀と土塁の一部が残る。